# Liste des membres du conseil régional du Grand Est de 2015 à 2021
Cette page regroupe les membres du conseil régional du Grand Est de 2015 à 2021. Il y a initialement 3 groupes au conseil régional : Majorité régionale, Les Patriotes-Front national et Groupe socialiste. À l'heure actuelle, il y en a 6. Les Patriotes-Front national a subi une scission en septembre 2017 et qui a conduit à la création d'un groupe Les Patriotes. Le groupe est alors renommé Front national-Bleu Marine Grand Est. Ce dernier subi une 2e scission en mars 2018 aboutissant à la création d'un groupe CNIP, divers droite et apparentés. 
En mai 2018, le groupe "Les Progressistes pour une Région plus forte, plus proche" est créé avec les élus LREM du conseil régional.

## Composition

### Actuelle
| Nom                                 | Parti | Parti              | Département        |
| ----------------------------------- | ----- | ------------------ | ------------------ |
| Jean-Luc Warsmann                   |       | LR                 | Ardennes           |
| Pascale Gaillot                     |       | UDI                | Ardennes           |
| Guillaume Maréchal                  |       | DVD                | Ardennes           |
| Christine Noiret-Richet             |       | LR                 | Ardennes           |
| Marc Sebeyran                       |       | UDI                | Aube               |
| Isabelle Héliot-Couronne            |       | LR                 | Aube               |
| Jacques Beaujean                    |       | LR                 | Aube               |
| Annie Duchêne                       |       | LR                 | Aube               |
| Philippe Borde                      |       | LR                 | Aube               |
| Xavier Albertini                    |       | LR                 | Marne              |
| Vacant                              |       |                    | Marne              |
| Franck Leroy                        |       | LREM               | Marne              |
| Martine Lizola                      |       | LR                 | Marne              |
| Jean Notat                          |       | LR                 | Marne              |
| Véronique Marchet                   |       | UDI                | Marne              |
| Patrice Valentin                    |       | LR                 | Marne              |
| Thibaud Duchêne                     |       | LR                 | Marne              |
| Cédric Chevalier                    |       | UDI                | Marne              |
| Isabelle Pestre                     |       | MoDem              | Marne              |
| Christine Guillemy                  |       | MoDem              | Haute-Marne        |
| Jean-Jacques Bayer                  |       | LR                 | Haute-Marne        |
| Pascale Krebs                       |       | LR                 | Haute-Marne        |
| Valérie Debord                      |       | LR                 | Meurthe-et-Moselle |
| François Werner                     |       | UDI                | Meurthe-et-Moselle |
| Lise Roseleur                       |       | DVD                | Meurthe-et-Moselle |
| Jean-François Guillaume             |       | LR                 | Meurthe-et-Moselle |
| Élisabeth Poirson                   |       | LR                 | Meurthe-et-Moselle |
| Henry Lemoine                       |       | LR                 | Meurthe-et-Moselle |
| Véronique Guillotin                 |       | UDI                | Meurthe-et-Moselle |
| Philippe Nachbar                    |       | LR                 | Meurthe-et-Moselle |
| Dominique Renaud                    |       | LR                 | Meurthe-et-Moselle |
| Édouard Jacque                      |       | MR                 | Meurthe-et-Moselle |
| Mireille Gazin                      |       | MR                 | Meurthe-et-Moselle |
| Christian Guirlinger                |       | DVD                | Meurthe-et-Moselle |
| Fanny Giussani                      |       | LR                 | Meurthe-et-Moselle |
| Philippe Mangin                     |       | DVD                | Meuse              |
| Atissar Hibour                      |       | UDI                | Meuse              |
| Jocelyne Antoine                    |       | DVD                | Meuse              |
| André Boucher                       |       | LR                 | Moselle            |
| Marie-Louise Kuntz                  |       | LR                 | Moselle            |
| Thierry Hory                        |       | LR                 | Moselle            |
| Brigitte Torloting                  |       | UDI                | Moselle            |
| Jackie Helfgott                     |       | LR                 | Moselle            |
| Nicole Muller-Becker                |       | LR                 | Moselle            |
| Jean-Luc Bohl                       |       | UDI                | Moselle            |
| Catherine Vierling                  |       | LR                 | Moselle            |
| Patrick Thil                        |       | LR                 | Moselle            |
| Catherine Baillot                   |       | MoDem              | Moselle            |
| Khalifé Khalifé                     |       | URL                | Moselle            |
| Stéphanie Kis                       |       | DVD                | Moselle            |
| Rémy Sadocco                        |       | LR                 | Moselle            |
| Marie Tribout                       |       | UDI                | Moselle            |
| Walter Broccoli                     |       | MoDem              | Moselle            |
| Marie-Rose Sartor                   |       | LR                 | Moselle            |
| Alexandre Cassaro                   |       | LR                 | Moselle            |
| Carmen Diligent                     |       | LR                 | Moselle            |
| David Saglamer                      |       | LR                 | Bas-Rhin           |
| Elsa Schalck                        |       | LR                 | Bas-Rhin           |
| André Reichardt                     |       | LR                 | Bas-Rhin           |
| Lilla Merabet                       |       | LREM               | Bas-Rhin           |
| Bernard Stalter                     |       | LR                 | Bas-Rhin           |
| Marie-Reine Fischer                 |       | LR                 | Bas-Rhin           |
| Justin Vogel                        |       | LR                 | Bas-Rhin           |
| Évelyne Isinger                     |       | MoDem              | Bas-Rhin           |
| Pascal Mangin                       |       | LR                 | Bas-Rhin           |
| Laurence Dreyfuss-Bechmann          |       | LR                 | Bas-Rhin           |
| Laurent Burckel                     |       | UDI                | Bas-Rhin           |
| Marièle Colas-Wies                  |       | LR                 | Bas-Rhin           |
| Frédéric Pfliegersdoerffer          |       | UDI                | Bas-Rhin           |
| Catherine Zuber                     |       | MoDem              | Bas-Rhin           |
| Georges Schuler                     |       | LR                 | Bas-Rhin           |
| Martine Calderoli-Lotz              |       | LR                 | Bas-Rhin           |
| Sylvain Waserman                    |       | MoDem              | Bas-Rhin           |
| Marianne Horny-Gonier               |       | UDI                | Bas-Rhin           |
| Philippe Specht                     |       | UDI                | Bas-Rhin           |
| Odile Barreault                     |       | DVD                | Bas-Rhin           |
| Charles Sitzenstuhl                 |       | LREM               | Bas-Rhin           |
| Huguette Zeller                     |       | LR                 | Bas-Rhin           |
| Patrick Bastian                     |       | LR                 | Bas-Rhin           |
| Vanessa Wagner                      |       | UDI                | Bas-Rhin           |
| Hubert Walter                       |       | LR                 | Bas-Rhin           |
| Cathy Kientz                        |       | MoDem              | Bas-Rhin           |
| Jean Rottner                        |       | LR                 | Haut-Rhin          |
| Françoise Boog                      |       | LR                 | Haut-Rhin          |
| Jacques Cattin                      |       | LR                 | Haut-Rhin          |
| Claudine Ganter                     |       | LR                 | Haut-Rhin          |
| Francis Kleitz                      |       | UDI                | Haut-Rhin          |
| Nejla Brandalise                    |       | LR                 | Haut-Rhin          |
| Jean-Paul Omeyer                    |       | LR                 | Haut-Rhin          |
| Christèle Willer                    |       | LR                 | Haut-Rhin          |
| Laurent Wendlinger                  |       | DVD                | Haut-Rhin          |
| Chantal Risser                      |       | UDI                | Haut-Rhin          |
| Bernard Gerber                      |       | LR                 | Haut-Rhin          |
| Martine Laemlin                     |       | UDI                | Haut-Rhin          |
| Christian Debève                    |       | UDI                | Haut-Rhin          |
| Denise Buhl                         |       | MoDem              | Haut-Rhin          |
| Thierry Nicolas                     |       | LR                 | Haut-Rhin          |
| Franck Perry                        |       | LR                 | Vosges             |
| Élisabeth Del Genini                |       | LR                 | Vosges             |
| Daniel Gremillet                    |       | LR                 | Vosges             |
| Sylvie D'Alguerre                   |       | LR                 | Vosges             |
| Yves Séjourné                       |       | MR                 | Vosges             |
| Anne-Marie Adam                     |       | LR                 | Vosges             |
| David Valence                       |       | MR                 | Vosges             |
| Guillaume Luczka                    |       | RN                 | Ardennes           |
| Maryse Despas                       |       | RN                 | Ardennes           |
| Bruno Subtil                        |       | RN                 | Aube               |
| Angélique Ranc                      |       | RN                 | Aube               |
| Jean-Christophe Lefèvre             |       | RN                 | Aube               |
| Pascal Erre                         |       | RN                 | Marne              |
| Cindy Demange                       |       | RN                 | Marne              |
| Émilie Gouthier                     |       | SIEL               | Marne              |
| Thierry Besson                      |       | RN                 | Marne              |
| Frédéric Fabre                      |       | RN                 | Haute-Marne        |
| Grégoire Eury                       |       | RN                 | Meurthe-et-Moselle |
| Dominique Bilde                     |       | RN                 | Meurthe-et-Moselle |
| Francine Haack                      |       | RN                 | Meurthe-et-Moselle |
| Jennifer Stephany                   |       | RN                 | Meurthe-et-Moselle |
| Françoise Grolet (pt)               |       | RN                 | Moselle            |
| Kévin Pfeffer                       |       | RN                 | Moselle            |
| Fabien Engelmann                    |       | RN                 | Moselle            |
| Hombeline du Parc                   |       | RN                 | Bas-Rhin           |
| Laurent Gnaedig                     |       | RN                 | Bas-Rhin           |
| Jean-Claude Bader                   |       | RN                 | Bas-Rhin           |
| Baptiste Pierre                     |       | LR                 | Bas-Rhin           |
| Julia Abraham                       |       | RN                 | Bas-Rhin           |
| Virginie Joron                      |       | RN                 | Haut-Rhin          |
| Marion Wilhelm                      |       | RN                 | Haut-Rhin          |
| Christian Zimmermann                |       | RN                 | Haut-Rhin          |
| Marie-Hélène de Lacoste-Lareymondie |       | RN                 | Haut-Rhin          |
| Grégory Stich                       |       | LR                 | Haut-Rhin          |
| Marina Do Santos                    |       | Ligue des Citoyens | Vosges             |
| Joëlle Barat                        |       | PS                 | Ardennes           |
| Olivier Girardin                    |       | PS                 | Aube               |
| Jacques Meyer                       |       | PS                 | Marne              |
| Linda Munster                       |       | PS                 | Marne              |
| Julien Vaillant                     |       | PS                 | Meurthe-et-Moselle |
| Bertrand Masson                     |       | PS                 | Meurthe-et-Moselle |
| Brigitte Vaïsse                     |       | PS                 | Moselle            |
| Jean-Pierre Liouville               |       | PS                 | Moselle            |
| Anne-Pernelle Richardot             |       | PS                 | Bas-Rhin           |
| Emmanuel Recht                      |       | PS                 | Bas-Rhin           |
| Antoine Homé                        |       | PS                 | Haut-Rhin          |
| Cléo Schweitzer                     |       | PS                 | Haut-Rhin          |
| Jean-Marie Lalandre                 |       | PS                 | Vosges             |
| Hélène Colin                        |       | PS                 | Vosges             |
| Thomas Laval                        |       | LP                 | Marne              |
| Pascal Bauche                       |       | LP                 | Meurthe-et-Moselle |
| David Masson-Weyl                   |       | NI                 | Meurthe-et-Moselle |
| Éric Vilain                         |       | LP                 | Meuse              |
| Florian Philippot                   |       | LP                 | Moselle            |
| Stéfanie Coniglio                   |       | LP                 | Moselle            |
| Patricia Bruckmann                  |       | LP                 | Moselle            |
| Éliane Klein                        |       | RN                 | Bas-Rhin           |
| Andréa Didelot                      |       | LP                 | Bas-Rhin           |
| Sylvain Marcelli                    |       | LP                 | Haut-Rhin          |
| Pascal Jenft                        |       | LP                 | Vosges             |
| Fabienne Cudel                      |       | CNIP               | Haute-Marne        |
| Corinne Kaufmann                    |       | CNIP               | Meuse              |
| Thierry Gourlot                     |       | CNIP               | Moselle            |
| Laurence Burg                       |       | DVD                | Moselle            |
| Hervé Hoff                          |       | CNIP               | Moselle            |
| Jordan Grosse-Cruciani              |       | LMR                | Vosges             |
| Rachel Thomas                       |       | LREM               | Meurthe-et-Moselle |
| Christophe Choserot                 |       | LREM               | Meurthe-et-Moselle |
| Diana André                         |       | LREM               | Meuse              |
| Paola Zanetti                       |       | PS                 | Moselle            |
| Jean-Pierre Masseret                |       | PS                 | Moselle            |
| Brigitte Stiegler                   |       | EXD                | Bas-Rhin           |

### Anciens élus
Voici la liste des élus ayant fait partie du conseil régional mais l'ayant quitté.
| Nom                         | Parti | Parti | Dates                                           | Remplacé par           | Parti | Parti | Département        |
| --------------------------- | ----- | ----- | ----------------------------------------------- | ---------------------- | ----- | ----- | ------------------ |
| Nathalie Hameau-Kinderstuth |       | PS    | avant de siéger                                 | Christophe Choserot    |       | PS    | Meurthe-et-Moselle |
| Thibaut Villemin            |       | PS    | avant de siéger                                 | Diana André            |       | PS    | Meuse              |
| Patrick Weiten              |       | UDI   | 4 janvier 2016 - 25 avril 2016 (départ annoncé) | André Boucher (en mai) |       | LR    | Moselle            |
| Philippe Richert            |       | LR    | 4 janvier 2016 - 30 septembre 2017              | Vacant                 |       |       | Bas-Rhin           |
| Siège de Richert (vacant)   |       |       | 30 septembre 2017 - 20 octobre 2017             | David Saglamer         |       | LR    | Bas-Rhin           |
| Valérie Beauvais            |       | LR    | 4 janvier 2016 - 20 octobre 2017                | Thibaud Duchêne        |       | LR    | Marne              |
| Gérard Cherpion             |       | LR    | 4 janvier 2016 - 20 octobre 2017                | Franck Perry           |       | LR    | Vosges             |
| Véronique Mathieu           |       | LR    | 4 janvier 2016 - 20 octobre 2017                | Sylvie D'Alguerre      |       | LR    | Vosges             |
| Pierre Régent               |       | LR    | 4 janvier 2016 - 29 mars 2018                   | Jocelyne Antoine       |       | DVD   | Meuse              |
| Rachel Paillard             |       | LR    | 4 janvier 2016 - 10 avril 2018                  | Vacant                 |       |       | Marne              |

### Liste des présidents des groupes

#### Groupes actuels
| Président                                                                       | Parti                                      | Parti                                      | Mandat                                     |
| Majorité régionale (104 élus puis 99 élus)                                      | Majorité régionale (104 élus puis 99 élus) | Majorité régionale (104 élus puis 99 élus) | Majorité régionale (104 élus puis 99 élus) |
| ------------------------------------------------------------------------------- | ------------------------------------------ | ------------------------------------------ | ------------------------------------------ |
| Jean Rottner                                                                    |                                            | LR                                         | 4 janvier 2016 - 20 octobre 2017           |
| Valérie Debord                                                                  |                                            | LR                                         | depuis le 20 octobre 2017                  |
| Front\Rassemblement national- (46 puis 35 puis 28 puis 23 élus)                 |                                            |                                            |                                            |
| Florian Philippot                                                               |                                            | RN                                         | 4 janvier 2016 - 22 septembre 2017         |
| Virginie Joron                                                                  |                                            | RN                                         | depuis le 22 septembre 2017                |
| Groupe socialiste (19 puis 14 élus)                                             |                                            |                                            |                                            |
| Jean-Pierre Masseret et Anne-Pernelle Richardot                                 |                                            | PS                                         | depuis le 4 janvier 2016                   |
| Les Patriotes (11 puis 10 élus)                                                 |                                            |                                            |                                            |
| Florian Philippot                                                               |                                            | LP                                         | depuis le 22 septembre 2017                |
| CNIP (6 élus)                                                                   |                                            |                                            |                                            |
| Thierry Gourlot                                                                 |                                            | CNIP                                       | depuis le 29 mars 2018                     |
| Les Progressistes pour une Région plus forte, plus proche (App. LaREM) (5 élus) |                                            |                                            |                                            |
| Christophe Choserot                                                             |                                            | LREM                                       | depuis le 11 mai 2018                      |
| Alsace et Territoires (7 élus)                                                  |                                            |                                            |                                            |
| Justin Vogel                                                                    |                                            | LR dissident                               | depuis le 8 janvier 2019                   |